# Mysidium
Mysidium (лат.) — род ракообразных семейства Mysidae из отряда Мизиды.

## Описание
Представители рода отличаются от других мизид следующими признаками: у самцов 4-й плеопод двуветвистый; эндоподит небольшой, несочлененный; экзоподит 3-х или 4-х члениковый, с сильными щетинками на каждом из 2 дистальных члеников. Тельсон четырёхугольный; вершина равномерно закругленная, поперечная, выемчатая или надрезанная; проксимальная половина бокового края невооружена, дистальная половина и вершина густо вооружены мелкими шипами. Чешуйки усиков обычно расположены по всему периметру. Плеоподы самцов: 1-я и 2-я пары всегда рудиментарны; 4-я пара всегда двуветвистая, эндоподит неразделённый, экзоподит более или менее удлинен и разделён, обычно на несколько сегментов. Первый переопод (ходильная нога) имеет хорошо развитый экзопод (внешняя ветвь), карпопроподы эндопода (внутренняя ветвь) с 3-й по 8-ю ветвь переопод делится на подсегменты, и на эндоподе уропод (задних придатках) есть статоцисты.

## Классификация
Род Mysidium был впервые выделен в 1852 году американским зоологом Джеймсом Дуайтом Дана (1813—1895) и включает литоральные и прибрежные виды с длиной тела около 5 мм.
- Mysidium Dana, 1852
  - Mysidium cubanense Bacescu & Ortiz, 1984
  - Mysidium gracile (Dana, 1852)
  - Mysidium integrum W.M. Tattersall, 1951
  - Mysidium rickettsi Harrison & Bowman, 1987
  - Mysidium rubroculatum Bacescu & Ortiz, 1984
  - Mysidium triangulare Wittmann, 2019[7]
- Подрод Occimysidium Wittmann, 2019[7]
  - Mysidium pumae Ortiz, Hendrickx & Winfield, 2017[8]
- Подрод Orientomysidium Wittmann, 2019[7]
  - Mysidium antillarum  Wittmann, 2019[7]
  - Mysidium columbiae  (Zimmer, 1915)
- Incertae sedis
  - Mysidium iliffei Bacescu, 1991